# Francesco Bartolomeo Conti
Francesco Bartolomeo Conti (Florència, Toscana, 20 de gener de 1681 - Viena, Àustria, 3 de juliol de 1732) fou un compositor i intèrpret de tiorba. El 1703 entrà en l'orquestra de la capella imperial de la qual fou director el 1722. Segons explica Mattheson en el seu Der Volkommene Capellmeister, Conti, injuriat greument per un sacerdot, respongué a la injúria amb una bufetada sent condemnat a retractar-se públicament durant tres dies a la porta de la catedral. L'emperador, que apreciava molt al músic, reduí la pena a un dia, però Conti, irritat perquè la humiliació subsistia sempre, proferí tals insults contra els jutges que aquests ratificaren la primera pena condemnant-lo a més a una munta de consideració, i a quatre anys de presó i a abandonar el territori austríac, quan recobrés la llibertat. L'autenticitat d'aquesta anècdota ha estat negada per alguns autors, fundant-se en l'odi que Mattheson professava per Conti, però Fétis opina que deu ser cert.
Les obres del músic italià es distingeixen per la correcció i elegància, però manquen d'originalitat; s'hi nota excessivament la influència d'Alessandro Scarlatti. Heus ací les òperes més importants:
- Clotilde (1709),
- Alba Cornelia (1714),
- Satiri in Arcadia (1714),
- Teseo in Creta (1715),
- Il finto Policare (1716),
- Ciro (1716),
- Don Chisciotte in Sierra Morena (1719),
- Alessandro in Cidone (1721),
- Archelao, re di Cappadocia (1722),
- Mosé preservato (1722),
- Penelope (1724),
- Griselda (1725),

També compongué alguns motets i cantates